# 小行星78434
小行星78434（78434 Dyer）是一颗绕太阳运转的小行星，为主小行星带小行星。该小行星于2002年8月17日发现。
該小行星以加拿大天文作家和天文攝影師艾倫·戴爾（Alan Dyer）命名。

## 轨道参数
小行星78434的轨道半长轴为2.7838867 AU，离心率为0.013。